# Batrachosauroididae
Batrachosauroididae es una familia extinta de salamandras prehistóricas con distribución holártica . Eran pedomórficos y presumiblemente acuáticos. Posiblemente sean el grupo hermano de Proteidae, otra familia existente de salamandras acuáticas. Se conocen definitivamente desde el Cretácico superior hasta el Mioceno de América del Norte y Europa. Los restos de la Formación Lulworth de Inglaterra del Cretácico más temprano ( Berriasian ) se han atribuido tentativamente a esta familia.
Se incluyen los siguientes géneros:
- Batrachosauroides Estados Unidos, Eoceno-Mioceno
- Opistotritón América del Norte, Tardío Cretácico-Paleoceno
- Paleoproteus Europa Paleoceno-Mioceno
- Parrisia Estados Unidos, Cretácico superior
- Peratosauroides Estados Unidos, Mioceno
- Prodesmodon América del Norte, Tardío Cretácico-Paleoceno